# Сидерический период
Сидери́ческий пери́од обраще́ния (от лат. sidus «звезда»; род. падеж sideris) — промежуток времени, в течение которого какое-либо небесное тело-спутник совершает вокруг главного тела полный оборот (орбитальный виток) относительно удалённых звёзд. Понятие «сидерический период обращения» применяется к обращающимся вокруг Земли телам — Луне (сидерический месяц) и искусственным спутникам, — а также к обращающимся вокруг Солнца планетам, кометам и др.
Сидерический период также называют годом — например, меркурианский год, юпитерианский год и т. п. При этом не следует забывать, что термин год может относиться к разным промежуткам времени. Так, не следует путать земной сидерический год (время одного оборота Земли вокруг Солнца) и год тропический (время, за которое происходит смена всех времён года): тропический год короче сидерического примерно на 20 минут (эта разница обусловлена, главным образом, прецессией земной оси).

## Связь со средней долготой
В теориях движения планет и других тел Солнечной системы с сидерическим периодом соотносится средняя гелиоцентрическая долгота тела {\displaystyle \lambda }, которая обычно выражается в виде ряда по степеням времени:
{\displaystyle \lambda (t)=\lambda _{0}+\lambda _{1}t+\lambda _{2}t^{2}+\lambda _{3}t^{3}+\dots }
Время, как правило, выражается в юлианских столетиях или тысячелетиях (юлианское столетие равно 36 525 суткам, тысячелетие — 365 250 суткам). Например, для Земли (точнее, для барицентра системы Земля-Луна)
{\displaystyle \lambda (t)} = 100,466 456 83° + 1 295 977 422,834 29′′ · {\displaystyle t} − 2,044 11′′ · {\displaystyle t^{2}} − 0,005 23′′ · {\displaystyle t^{3}} + …,
где время {\displaystyle t} выражено в юлианских тысячелетиях и отсчитывается от эпохи J2000.0 (гринвичский полдень 1 января 2000 года).
Сидерический период по определению равен времени, за которое долгота увеличивается на 360°. Отсюда
{\displaystyle T_{\text{сид.}}={\frac {360^{\circ }}{\dot {\lambda }}},}
где {\displaystyle {\dot {\lambda }}={\frac {\partial \lambda }{\partial t}}=\lambda _{1}+2\lambda _{2}t+3\lambda _{3}t^{2}+\dots } Таким образом, для малых {\displaystyle t} сидерический период обратно пропорционален коэффициенту {\displaystyle \lambda _{1}}, который фактически представляет собой среднюю угловую скорость тела на гелиоцентрической орбите:
{\displaystyle T_{\text{сид.}}\approx {\frac {360^{\circ }}{\lambda _{1}}}} при {\displaystyle t\to 0.}

## Сидерические периоды тел Солнечной системы
В таблицу включены сидерические периоды для всех планет, а также для Луны (период обращения вокруг Земли), астероидов главного пояса, карликовых планет и Седны. Под сутками в таблице подразумеваются сутки СИ (юлианские сутки), равные точно 86 400 секундам СИ, поскольку действительный период осевого вращения Земли относительно среднего Солнца (средние солнечные сутки) слегка отличается от этого значения и не постоянен (на 2000 год солнечные сутки отличались от юлианских на 0,002 секунды).
| Планета                     | Сидерический период                                                                                   |
| --------------------------- | --- |
| Меркурий                    | 87,97 суток                                                                                           |
| Венера                      | 224,7 суток                                                                                           |
| Земля                       | 365,256 363 суток, или 365 суток 6 часов 9 минут 9,8 секунды, или 31 558 149,8 с (1 сидерический год) |
| Луна (вокруг Земли)         | 27,322 суток                                                                                          |
| Марс                        | 686,98 суток (1,88 года)                                                                              |
| Пояс астероидов (в среднем) | 4,6 года                                                                                              |
| Юпитер                      | 11,86 года                                                                                            |
| Сатурн                      | 29,46 года                                                                                            |
| Уран                        | 84,02 года                                                                                            |
| Нептун                      | 164,78 года                                                                                           |
| Плутон                      | 248,09 года                                                                                           |
| Хаумеа                      | 285 лет                                                                                               |
| Макемаке                    | 309,88 года                                                                                           |
| Эрида                       | 557 лет                                                                                               |
| Седна                       | 12 059 лет                                                                                            |

## Возмущения
Продолжительность среднего сидерического периода обращения постепенно изменяется со временем из-за гравитационных и негравитационных взаимодействий с другими телами. Однако эти изменения очень малы. Так, на эпоху J2000.0 средний сидерический период обращения Земли увеличивался примерно на 100 мкс в год (это значение может быть вычислено как {\displaystyle {\frac {\partial T_{\text{сид.}}}{\partial t}}\approx -360^{\circ }\cdot {\frac {2\lambda _{2}}{\lambda _{1}^{2}}}}). Следует отметить, однако, что периодические возмущения со стороны других тел Солнечной системы, в основном Юпитера и Сатурна, накладываясь на среднее движение тела, значительно сильнее изменяют действительное время обращения по орбите, которое колеблется с небольшой амплитудой вокруг среднего значения (при этом средний сидерический период, как было сказано выше, подвергается монотонным вековым изменениям). Так, средняя долгота барицентра системы Земля-Луна возмущается периодическими колебаниями с амплитудой 7′′ (период 1783 года), 4′′ (период 0,55 года) и рядом других. Отклонение в 4′′ эквивалентно расстоянию в 2900 км вдоль орбиты Земли, это расстояние Земля проходит за ≈100 секунд — таков характерный разброс действительного значения около среднего значения сидерического периода обращения Земли.